# Карломан II (Франция)
Карломан II (на френски: Carloman II; * 866, † 6 декември 884, Франция) е крал на Западната франкска империя.

## Произход
Син е на Луи II (846 – 879), крал на Аквитания и Франция, и Ансгард Бургундска (826 – 879).

## Управление
Управлява заедно с по-големия си брат – Луи III.
През 880 в Амиен, кралството е разделено на две части, като Карломан получава Бургундия и Аквитания. Бургундските благородници обаче отказват да признаят това решение, в резултат, на което избират за крал Бозон Виенски. В състава на неговото кралство влиза по-голямата част от Бургундия и Прованс.

### Войната за Бургундия
Бунтът на Бургундия обедиява каролинските крале. Германските крале Карл III и Лудвиг III Младши се присъединяват към Карломан II и Луи III и на среща в Лотарингия през юни 880 г. се договорят за съвместни действия против Бозон. В края на 880 г. те успяват да превземат част от Северна Бургундия и да обсадят Виен. Бозон бяга с голяма част от войската си в планините, оставяйки защитата на града на жена си. Скоро след това Карл III заминава за Италия, за да бъде коронован за крал и братята Карломан и Луи, виждайки, че сами не могат да превземат Виен, вдигат обсадата и отстъпват.
След коронацията си за император, Карл III отново настъпва и в съюз с Карломан II повторно обсажда Виен през август 882 г. Скоро след това обаче Карломан е известен за смъртта на брат си Луи III и заедно с войската си се завръща вкъщи. Карл III успява и без помощта му да превземе Виен, като Бозон отново бяга и се укрива в Прованс.

### Крал на Франция
След смъртта на брат си, 16-годишния Карломан II е коронясан за крал на Западнофранкското кралство и управлява с помощта на Хуго Абат. При Карломан продължава отслабването на кралската власт. Продължаващите бунтове на бургундските благородници, намаляващите постъпления от данъци и неспирните набези на норманите, правят властта на краля по-скоро символична.
Карломан загива при ловен инцидент на 12 декември 884 г. на 18-годишна възраст и за крал на Франция е обявен неговият братовчед император Карл III. Погребан е в базиликата „Сен Дени“ в Париж, Франция.